# 중국 우즈베크족
중국 우즈베크족(중국어 간체자: 乌孜别克族, 병음: Wūzībiékè Zú) 또는 우쯔볘커족은 중화인민공화국에 거주하고 있는 우즈베크인이다. 총 인구는 12,742명(2021년 기준)이고 이닝, 야르칸드, 우루무치, 타청 및 신장 위구르 자치구의 다른 지역에 분포되어있다.
중국 우즈베크족은 대부분은 도시 지역에 살고 일부는 농촌 지역에 산다. 또한 다난거우 우즈베크족 향은 중국의 유일한 중국 우즈베크족 민족향이다. 신장 위구르 자치구 남부의 중국 우즈베크족들은 위구르족과 오랫동안 함께 살았기 때문에 위구르어를 사용하고, 신장 위구르 자치구 북부 지역에 있는 중국 우즈베크족들은 카자흐어를 사용한다.

## 같이 보기
- 우즈베크인
- 중국의 민족